# Cape Town City Football Club
O Cape Town City Football Club é um clube de futebol sul-africano com sede na Cidade do Cabo. A equipe compete no Campeonato Sul-Africano de Futebol (PSL).

## História
O clube faz parte do projeto do empresário e ex-futebolista John Comitis pela compra da franquia do Mpumalanga Black Aces, em 2016.